# Inviting Light
Inviting Light is het vijfde studioalbum van de Canadese punkband The Flatliners. Het album werd uitgegeven op 14 april 2017 door Rise Records in samenwerking met het kleinere Dine Alone Records. Het was voor de eerste in lange tijd dat de band een studioalbum bij een ander label dan Fat Wreck Chords heeft laten uitgeven.

## Nummers
1. "Mammals" - 3:48
2. "Hang My Head" - 3:25
3. "Nicotine Lips" - 2:28
4. "Indoors" - 3:36
5. "Human Party Trick" - 2:40
6. "Unconditional Love" - 3:50
7. "Burn Out Again" - 3:55
8. "Infinite Wisdom" - 2:25
9. "Sympathy Vote" - 3:31
10. "Wedding Speech" - 2:38
11. "Chameleon Skin" - 5:05
12. "No Roads" - 4:11

## Band
- Chris Cresswell - gitaar
- Scott Brigham - gitaar
- Jon Darbey - basgitaar
- Paul Ramirez - drums